# プラザ合意

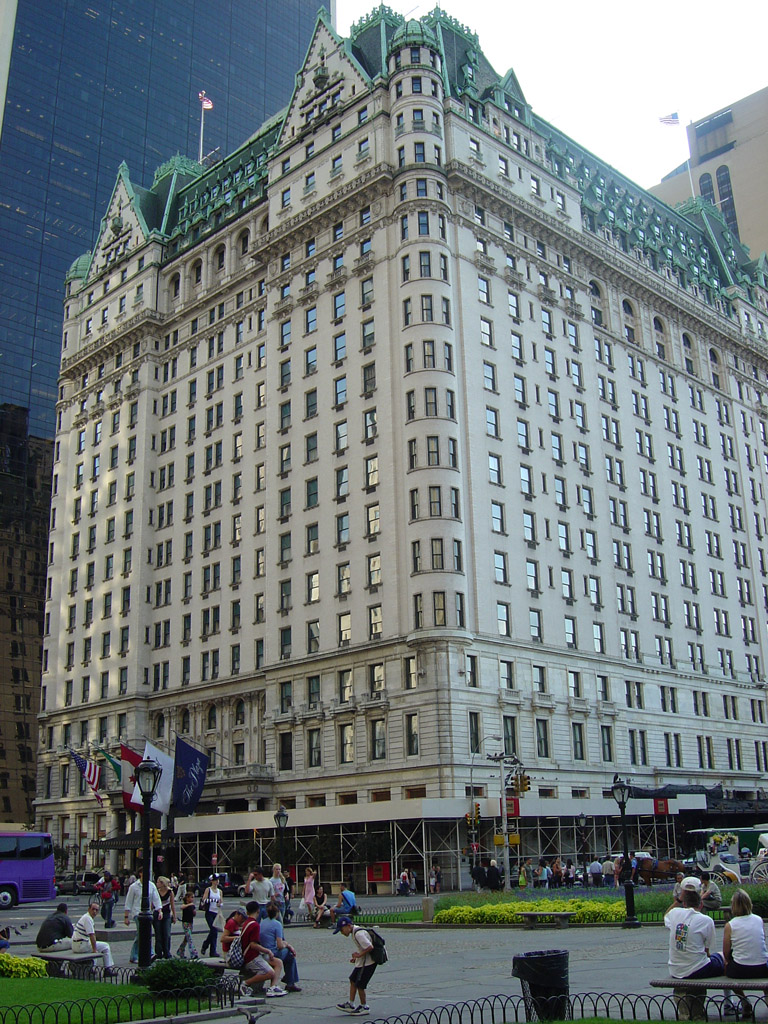
会議の会場となった、ニューヨークのプラザホテル

プラザ合意（プラザごうい、英: Plaza Accord）とは、1985年9月22日、先進5か国（G5）財務大臣・中央銀行総裁会議により発表された、主に日本の対米貿易黒字の削減の合意の通称。その名は会議の会場となったアメリカ合衆国ニューヨーク州ニューヨーク市のプラザホテルにちなむ。
会議に出席したのは、アメリカ財務長官のジェイムズ・ベイカー、イギリス蔵相のナイジェル・ローソン、西ドイツ財務相のゲルハルト・シュトルテンベルク、フランス経済財政相のピエール・ベレゴヴォワ、そして日本の竹下登蔵相である。以後の世界経済に大きな影響を及ぼした歴史的な合意だったが、その内容は事前に各国の実務者間協議において決められており、この会議自体はわずか20分程で合意に至る形式的なものだった。

## 概要

1985年～1988年までの為替レート（日次）。プラザ合意が行われてから数日間で、急激に円高が進行している。

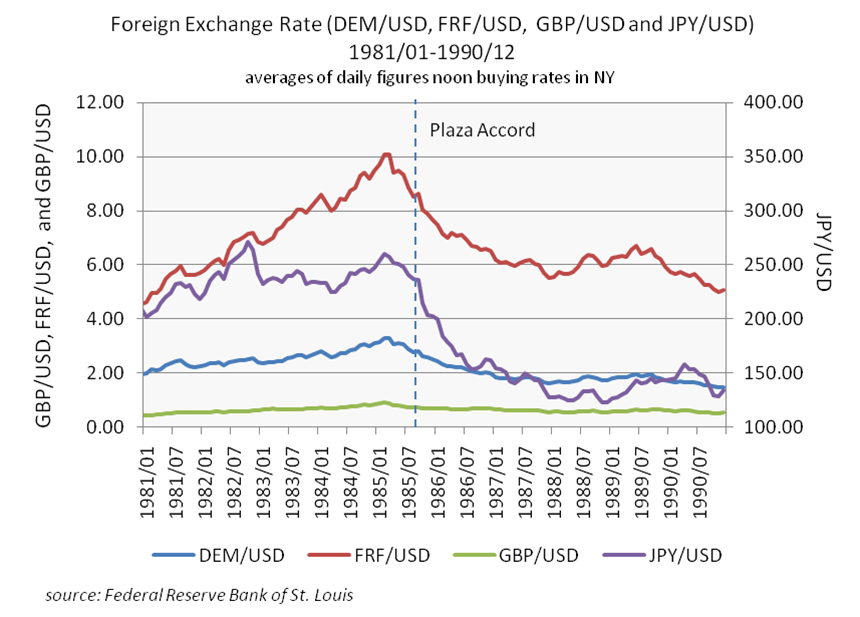
1981年1月～1990年12月までのDEM/USD、FRF/USD、GBP/USD、JPY/USDの推移。1980年代前半は主要通貨安ドル高であり、プラザ合意前後にドル高に転じている。

1980年代前半、レーガン政権下（レーガノミクス）のアメリカ合衆国では、前政権から引き継いだ高インフレ抑制政策として、厳しい金融引締めを実施していた。1980年には米ドル金利は20%にまで達し、インフレ率は落ち着き始めた。しかしその後、金融政策の影響により急激に米ドルが高くなり、同時に日本の伸び続ける生産と輸出もあり、アメリカは輸出の減少と輸入の拡大による大幅な貿易赤字が国内で問題視されるようになった。同時にアメリカ経済は旺盛な内需により1984年には経済成長率7.2%を達成し好況でもあった。結果として、1980年代のアメリカは、インフレの問題も解決し経済も好況であったが、日本の存在感の高まりがアメリカの国際収支の大幅な赤字となって注目され、その流れでGDP比で2%前後と小さめのアメリカの財政赤字も大きな問題として扱われるようになり、世論の「貿易と財政の双子の赤字」の声の高まりはアメリカ政府の対日行動を促すに至った。

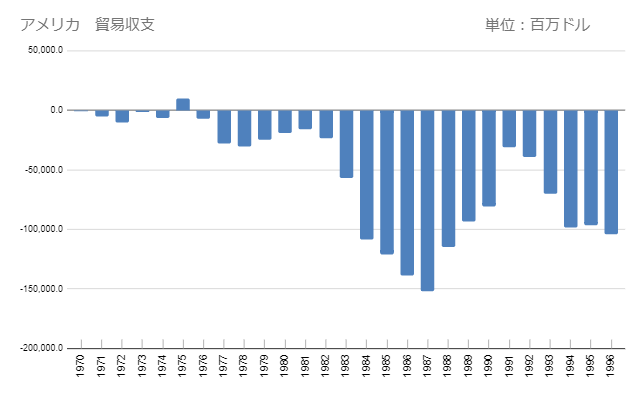
プラザ合意前後のアメリカの貿易収支

またこうした状況に至る前、1970年代末期にはドル危機が起きており、先進国間には、自由貿易を維持するために協調して為替操作に介入することへの抵抗感は無かった。アメリカは為替相場をドル高からドル安に誘導する市場介入を行おうと英・仏・西独・日に政策協調を求めた。しかしとりわけ、アメリカの対日貿易赤字が大きな問題として扱われていたため、先進5か国間で結ばれたプラザ合意とは、実質的に円高ドル安へ誘導する合意であった。この時の合意では、当時の概ね1ドル240円台から10%程度の円高ドル安を目指したと伝えられる。
発表翌日の9月23日の1日24時間で、ドル円レートは1ドル235円から約20円下落し、いったん動き出した市場は加速し、1年後には150円台で取引されるようになった。
日本においては急速な円高によって円高不況が起きると懸念された。日本の貿易黒字を削減するためには日本の内需拡大が必要なこともあり、プラザ合意では日本銀行は弾力的金融政策を行うという合意がなされ、これは利下げを表すものとされていた。しかし国家間の合意に反し、日本銀行は公定歩合を引き下げずに5%のまま据え置き、逆に無担保コールレートを6%弱から一挙に8%台へと上昇させるという短期市場金利の「高目放置」を行った。その後、疲弊を見せた国内経済への対処として公定歩合の引き下げに動いたのは翌1986年になってからだった。このため、プラザ合意の成された1985年の日本は非常に金融引き締め的な経済環境となっていたと推測される。プラザ合意による極端な円高と金融引き締めにより日本ではインフレ率が低迷した。また、公定歩合の引き下げ長期化予想により名目金利は低下しカネ余りから不動産や株式に対する投機を促した。
円高により、「半額セール」とまでいわれた米国資産の買い漁りや海外旅行のブームが起き、賃金の安い国に工場を移転する企業が増えた。とりわけ東南アジアに直接投資する日本企業が急増したため、「奇跡」ともいわれる東南アジアの経済発展をうながすことになった。
アメリカ自身も、財政赤字のため国債を諸外国からも買ってもらう必要がある中、ドル安傾向が続くことにより、海外から流入する資金の先細りが深刻に懸念される事態となった。1987年には進みすぎたドル安に歯止めをかけるべく、為替レートを安定させるため再び各国が協調介入することをうたったルーブル合意が結ばれた。

## 協調介入の効果
本来、為替レートなどを誘導する場合はソフトランディングへ誘導するのが一般的である。すなわち、実体経済への急激なインパクトを避け、投機的な資金の流出、流入を防止することで市場の安定性を確保し、同時に市場需給に基づく自由かつ柔軟な取引によって自律的に国際収支調整されることが期待される。
しかしある特別な場合において、複数の国間で為替レートを一定の水準まで誘導するよう、市場介入を協力して行う場合がある。協調介入といわれるこの手法は、自国の通貨の安定性を保つために行われる自国通貨への介入、すなわち単独介入とはその目的において大きく異なる。単独介入とは、急激な為替レートの変動があったとき、これによって実体経済への悪影響が懸念されるため、これを安定させる目的で行われるものであり、為替レートを一定の方向へ誘導する目的で行われるものではない。これに対し、協調介入はある種の経済的なゆがみ・不均衡があり、それによって複数の国の利害が総合的に悪いと判断されるときに当該国間で協議し行うものであり、為替レートを人為的に一方向へ操作するほどの強い影響力がある。ただし協調介入を行ってもマーケットがこれを予測してすでに織り込んでいる場合があり、サプライズ感がとぼしく大きな影響を与えない場合もありえる。
協調介入が特殊なものだとみなされる理由として、為替レートの誘導目標をあらかじめ公開する点があげられる。これは一般に単独介入が誘導目標を公開しないのと対照的であり、このため市場参加者の思惑売買を誘導することが可能となる。プラザ合意後、竹下が「円-ドルレートは1ドル=190円でもかまわない」と声明したことを受けて一気に円高が進んだことなどからも、市場参加者の思惑を誘う協調介入は大きな影響力があることがわかる。また協調介入が実施されるケースはごくまれであり、プラザ合意が行われた当時は大きな経済的ゆがみが認識されていたことが窺える。
こうした性格上、協調介入に関してはソフトランディングが非常に難しいという意見と、一方で経済のねじれを一気に解消する手法として積極的に活用するべきとの意見が拮抗する。ただし変動相場制における国際収支調整機能は、金融政策が経済調整を担う現代においてはほとんど失われている。これは金融政策で物価変動を抑制する限りマクロバランスの対外不均衡が調整されないためである。

## 議論・評価
日本でもプラザ合意について多くの議論がなされたが、失われた10年から失われた30年へと続く日本の長期経済低迷の起点ではないかとの見解がある。
協調介入によって円高に導いた結果、物価と賃金はマイナスへと落ち込み、貿易では農林水産物も、鉱工業製品も、日本人労働力も、全ての日本産品は競争力を相対的に失い、それまでの経済成長リズムの瓦解へ繋がった。
日本にとって不利になるこの合意がなされた背景には、日本のGDPがアメリカを追い抜き世界一となることへの米国の危惧、以前からの日米貿易摩擦があった。米国政府の思惑通り、日本の産業の象徴であった民生用電子機器をはじめ、日本の多くの産業は1985年を境に急激に落ち込み、衰退の道を歩んでいくこととなった。
戦後、長らく日本経済を後押しした輸出は、1980年代前半にはアメリカの莫大な経常赤字、一方の日本の莫大な経常黒字へと育っていた。日本では輸出産業を中心に著しい好業績の企業が相次いだ（ハイテク景気）。一方、アメリカ国内では、財政赤字と貿易赤字という、いわゆる双子の赤字が盛んに問題視されていた。また、欧州においてはアメリカによりもたらされる経常黒字が物価上昇圧力になっているという指摘があった。さらに欧州もアメリカ同様、日本との貿易競争における敗けが目立ち始めていた。そのためプラザ合意は欧州の不満も是正するための策であった面がある。日本経済の脅威が薄れ米国民が自国経済への自信を取り戻すに連れて、1996年以降のアメリカにおける日本への好感度も、中立から1991年までの圧倒的な好感度に戻った。アメリカでは

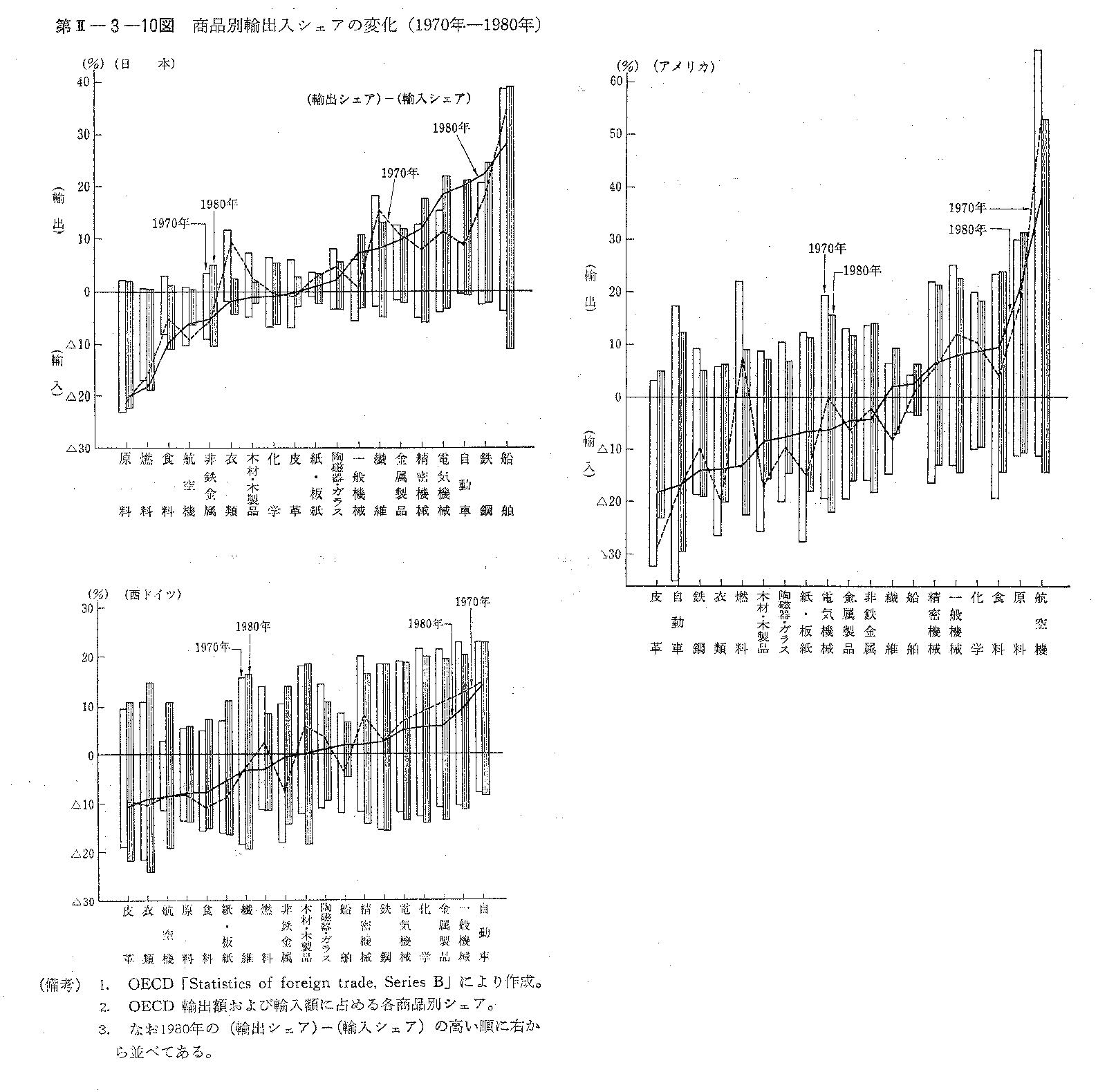
各国の貿易の変化

プラザ合意は中曽根康弘首相・竹下蔵相・澄田智日銀総裁らによって決断されたが、この決断は、日本がアメリカの要求を全面的に容認した対米妥協策との解釈が一般的である。
加藤紘一の回想によると、（プラザ合意で）帰国報告した竹下登・蔵相に向かい、宮澤喜一は「竹下さん、あなたいったい何をしてきたのですか。自分がやってきたことがわかっているのですか」と面罵した。
安竹宮で次期首相を争っていた時期なので、宮澤は痛烈に非難を受けた。「同僚の面前でライバルの総理候補をあそこまで非難するような人間は、人間ではない。器が見えた。あれで宮澤さんはおしまいだ」
だが、いまにして思えば、プラザ合意の重さというものを唯一理解していたがゆえに、彼はあのような激しい言葉を吐いたのであろう。その言葉は政策マン宮澤を象徴するものであり、あの場面は、戦後の日本経済にとってターニングポイントになる、決定的瞬間だった。
2018年から米中貿易戦争が起きた中国では日本のプラザ合意が再び注目されており、日本の福田康夫元首相やプラザ合意当時に官僚だった元日本銀行副総裁の岩田一政などが人民元切り上げを求めるアメリカの圧力に応じないよう助言したことが反響を呼び、国営メディアの新華社も「プラザ合意で米国に屈した日本の経済低迷を忘れるべきではない」と主張した。アメリカも中国が通貨安誘導を行っているとして相殺関税の導入や25年ぶりの為替操作国の認定でこれに対抗している。

## 関連人物
- フレッド・バーグステン（英語版） - 経済学者、政策アドバイザー、作家。主にフォーリン・アフェアーズ誌に寄稿。1971年のニクソン・ショックと1985年のプラザ合意のシナリオライターの一人とされ、1990年前後までバブル景気だった日本に対してはジャパン・バッシングの急先鋒だった。しかし、米中貿易摩擦では日本とやや似た状況にある中国のことは（2010年時点では）持ち上げていた[17]。
- 大場智満 - 行天豊雄
- 山口光秀
- 澄田智